# Бабаково (Днепропетровская область)
Бабаково (укр. Бабакове; до 2016 г. Петровское) — село, Богдановский сельский совет, Васильковский район, Днепропетровская область, Украина.
Код КОАТУУ — 1220781105. Население по переписи 2001 года составляло 46 человек.

## Географическое положение
Село Бабаково находится в 2-х км от села Катериновка.
По селу протекает пересыхающий ручей с запрудой.
Рядом проходят автомобильная дорога Т-0401 и
железная дорога, станция Терса в 2-х км.